# 문정현
문정현(文正鉉, 1940년 8월 20일~ )은 대한민국의 천주교 사제이다. 1940년 8월 전북 익산에서 태어나, 1966년 27세에 사제 서품을 받았다. 천주교 집안으로 동생 문규현도 신부이고, 여동생 문현옥은 수녀이다.

## 생애
36세 때인 유신시절 1975년, 인혁당 사건 관련자의 사형이 집행된 후 함세웅 신부 등 가톨릭 사제들과 장례 미사를 치르고자했다. 이 때 크레인을 동원한 경찰의 시신 탈취에 맞서다 차에 다리를 깔려 5급 장애를 얻었다. 1976년에는 유신독재를 비판하는 명동 3·1 민주 구국선언으로 투옥되었고, 1987년부터는 익산의 창인동 성당 주임신부로 있으면서 노동운동에 투신, 노동자의 아버지로 불리며 1999년까지 노동현장에서 활동했다.
이후 통일운동과 불평등한 SOFA 개정운동, 평택 대추리 미군기지 반대 운동, 용산참사 규명운동 등에 투신해 왔다. 1986년부터는 전북 익산에 작은 자매의 집이라는 정신지체아동 보호시설을 운영하고 있다. (2008년 1월 원장직에서 은퇴)
1992년 범민족대회 추진 상임공동본부장을 맡으면서 1996년 6월 한국청년단체협의회 부의장인 이승환씨 등과 폴란드 바르샤바에서북한 조평통 서기국장 한시해,범민련 북측본부 사무총장 정응렬씨등을 만나 1996년 8월12일부터 17일까지 남북이 공동으로 평화통일민족대회를 개최하고 주한미군 철수및 국가보안법 폐지를 촉구하는 공동 합의문을 작성하여 국가보안법 위반으로 기소되었다. 대법원 2부(주심 강신욱 대법관)는 2003년 1월 27일 지난 1996년 폴란드 바르샤바에서 북한 조평통 인사들과 남북공동 평화통일민족대회 개최를 위한 회합을 가진 혐의(국가보안법 위반)등으로 기소된 문정현 신부(64)에 대해 "지난 74년 남북공동선언과 남북한 유엔 동시가입, 지난 2000년 남북정상회담 개최및 공동선언 발표등으로 남북간 화해와 평화적공존 구도가 정착됐음은 별론으로 하고 현실적으로는 북한의 적화통일정책 포기와 민주적변화가 보이지 않는 이상 북한을 반국가단체로 규정한 국가보안법이 규범력을 상실했다고 볼 수 없다"며 "북한을반국가단체로 본 원심판단은 정당하고 국가보안법상 법리오해등의 위법이 없다"는 이유로 징역2년 6개월에 집행유예 3년을 선고한 원심을 확정했다.

2011년에는 한진중공업 사태의 희망버스, 제주도 강정마을의 해군기지 설치 반대 폭동 등의 현장에서 활동하기도 했다.

## 상훈
2000년 문규현 신부와 함께 한겨레21이 선정한 올해의 인물로 선정되었으며, 한겨레통일문화상을 받았다.
2012년 광주인권상을 받았다.

## 저서
- 《불어라 평화 바람》 평화바람, 문정현 공저(2008년 검둥소 출판)

## 공연
문정현 신부 헌정 콘서트 〈가을의 신부, 길 위의 신부〉가 2010년 11월 4일부터 11월 6일까지 화암홀에서 열렸다.

## 관련서적
- 《신부님 평화가 뭐예요-길 위의 신부 문정현》김평 저 (2006년 우리교육 출판)

## 같이 보기
- 천주교정의구현전국사제단
- 문규현
- 박창신